# Raincourt
Raincourt és un municipi francès situat al departament de l'Alt Saona i a la regió de Borgonya - Franc Comtat. L'any 2007 tenia 141 habitants.

## Demografia

### Població
El 2007 la població de fet de Raincourt era de 141 persones. Hi havia 57 famílies, de les quals 17 eren unipersonals (13 homes vivint sols i 4 dones vivint soles), 18 parelles sense fills i 22 parelles amb fills.
La població ha evolucionat segons el següent gràfic:
Habitants censats

### Habitatges
El 2007 hi havia 89 habitatges, 56 eren l'habitatge principal de la família, 18 eren segones residències i 14 estaven desocupats. 85 eren cases i 4 eren apartaments. Dels 56 habitatges principals, 48 estaven ocupats pels seus propietaris, 5 estaven llogats i ocupats pels llogaters i 2 estaven cedits a títol gratuït; 1 tenia tres cambres, 21 en tenien quatre i 34 en tenien cinc o més. 37 habitatges disposaven pel capbaix d'una plaça de pàrquing. A 21 habitatges hi havia un automòbil i a 25 n'hi havia dos o més.

### Piràmide de població
La piràmide de població per edats i sexe el 2009 era:
| Homes | Edats   | Dones |
| ----- | ------- | ----- |
| 0     | 95 o +  | 0     |
| 0     | 90 a 94 | 0     |
| 0     | 85 a 89 | 0     |
| 0     | 80 a 84 | 0     |
| 8     | 75 a 79 | 16    |
| 4     | 70 a 74 | 4     |
| 0     | 65 a 69 | 0     |
| 8     | 60 a 64 | 4     |
| 0     | 55 a 59 | 4     |
| 8     | 50 a 54 | 4     |
| 4     | 45 a 49 | 0     |
| 8     | 40 a 44 | 12    |
| 0     | 35 a 39 | 4     |
| 16    | 30 a 34 | 0     |
| 4     | 25 a 29 | 4     |
| 0     | 20 a 24 | 0     |
| 8     | 15 a 19 | 8     |
| 0     | 10 a 14 | 0     |
| 4     | 5 a 9   | 12    |
| 4     | 0 a 4   | 0     |

## Economia
El 2007 la població en edat de treballar era de 76 persones, 47 eren actives i 29 eren inactives. De les 47 persones actives 39 estaven ocupades (21 homes i 18 dones) i 8 estaven aturades (5 homes i 3 dones). De les 29 persones inactives 10 estaven jubilades, 4 estaven estudiant i 15 estaven classificades com a «altres inactius».

### Ingressos
El 2009 a Raincourt hi havia 50 unitats fiscals que integraven 121 persones, la mediana anual d'ingressos fiscals per persona era de 11.705 €.

### Activitats econòmiques
L'any 2000 a Raincourt hi havia 3 explotacions agrícoles.

## Poblacions més properes
El següent diagrama mostra les poblacions més properes.